# Dečki Pavlove ulice (film)
Dečki Pavlove ulice (madžarsko A Pál-utcai fiúk) je madžarski dramski film iz leta 1969, ki ga je režiral Zoltán Fábri in zanj napisal tudi scenarij skupaj z Endrejem Bohemom, temelji pa na istoimenskem mladinskem romanu Ferenca Molnárja iz leta 1906. V glavnih vlogah nastopajo Mari Törőcsik, Sándor Pécsi, László Kozák in Anthony Kemp. V filmu nastopa več angleških in britanskih otroških igralcev pod vodstvom Kempa. Zgodba prikazuje boj dveh otroških tolp v Budimpešti, ki ga preden bi privedel do nasilja začne reševati mestna oblast.
Film je bil premierno prikazan 3. aprila 1969 v madžarskih kinematografih. Kot madžarski kandidat je bil nominiran za oskarja za najboljši mednarodni celovečerni film na 41. podelitvi.

## Vloge
- Mari Törőcsik kot Nemecskova mati
- Sándor Pécsi kot učitelj Rácz
- László Kozák kot Janó
- Anthony Kemp kot Ernő Nemecsek
- William Burleigh kot Boka
- John Moulder-Brownkot as Geréb
- Robert Efford kot Csónakos
- Mark Colleano kot Csele
- Gary O'Brien kot Weisz
- Martin Beaumont kot Kolnay
- Paul Bartlett kot Barabás
- Earl Younger kot Leszik